# 陳惠謙
陳惠謙（？年—？年），成固縣（今陝西省漢中市）人，東漢末年度遼將軍張則妻。

## 生平

### 惠謙建言
張則擔任扶風太守時，張則的下屬報告打算加重嚴峻的禁令來整肅不法行為。張則向陳惠謙詢問意見。陳惠謙答說: 「推廣教化以德立身，培養廉潔之心，避免可恥的行為。五刑內的犯罪條例有三千條之多，也不算少，何必再增加條例。」

### 勸戒伯思
陳惠謙哥哥的兒子陳伯思打算修仙。陳惠謙告誡他說: 「君子討厭的是去世後沒有留下好的名聲，他們不擔心壽命不長。神仙之說畢竟是用來迷惑人的，就像捕風捉影，無法辦到。」於是陳伯思打消了這個念頭。陳伯臺稱讚陳惠謙說: 「不虧是女尚書中的英傑。」

## 家庭

### 姊
- 陳順謙，鄧縣縣令曹寧妻。[6]十九岁寡居，养育遗孤，八十余岁去世。她哥哥的儿子陈规著书叹述她。

### 夫
- 張則，字元修，南鄭縣人。東漢度遼將軍。[7]

### 女
- 張惠英，陳省與楊禮珪的長子之妻。[8][9]

## 外部連結
- 中國哲學書電子化計劃《華陽國志校補圖注》
- 國學導航《華陽國志》 （页面存档备份，存于）